# Аркашово
Аркашо́во (рос. Аркашёво) — присілок у складі Томського району Томської області, Росія. Входить до складу Корниловського сільського поселення.

## Населення
Населення — 91 особа (2010; 94 у 2002).
Національний склад (станом на 2002 рік):
- росіяни — 90 %